# 艾龙圣瓦斯特
艾龙圣瓦斯特（法語：Airon-Saint-Vaast）是法国北部-加来海峡大区加来海峡省的一个市镇，属于蒙特勒伊区贝尔克县。该市镇2009年时的人口为186人。

## 人口
艾龙圣瓦斯特人口变化图示
| 数据来源：INSEE |